# Kislőd
Kislőd is een plaats (község) en gemeente in het Hongaarse comitaat Veszprém. Kislőd telt 1320 inwoners (2001).